# Fredrik Ludvigsson
Fredrik Ludvigsson (Jönköping, 28 april 1994) is een Zweeds voormalig wielrenner. Van 2015 tot 2017 kwam Ludvigsson uit voor Team Giant-Alpecin samen met zijn drie jaar oudere broer Tobias. Op 19 januari werd Ludvigsson, samen met zijn ploegmaten Ramon Sinkeldam, Max Walscheid, Warren Barguil, Chad Haga en John Degenkolb aangereden tijdens de winterstage in Calpe, Spanje. Enkel Søren Kragh Andersen kwam er zonder kleerscheuren van af. Vervolgens reed Ludvigsson nog enkele jaren voor kleinere ploegen om daarna eind 2019 zijn actieve wielerloopbaan te beëindigen.

## Overwinningen
2013
2e etappe Boucle de l'Artois
Eindklassement Boucle de l'Artois
2014
Jongerenklassement Circuit des Ardennes

## Resultaten in voornaamste wedstrijden
| Jaar | Ronde van Italië | Ronde van Frankrijk | Ronde van Spanje |
| ---- | ---------------- | ------------------- | ---------------- |
| 2015 |                  |                     |                  |
| 2016 |                  |                     |                  |

| Jaar | Amstel Gold Race | Luik-Bast.‑Luik | Ronde van Lombardije | Waalse Pijl |
| ---- | ---------------- | --------------- | -------------------- | ----------- |
| 2015 |                  |                 |                      | opgave      |
| 2016 | opgave           | 115e            | opgave               | 56e         |

## Ploegen
- 2013 –  Team People4you-Unaas Cycling
- 2014 –  Development Team Giant-Shimano
- 2014 –  Team Giant-Shimano (stagiair vanaf 1-8)
- 2015 –  Team Giant-Alpecin
- 2016 –  Team Giant-Alpecin
- 2017 –  Copenhagen Pro Cycling
- 2018 –  Team Coop
- 2019 –  Memil - CCN Pro Cycling

Bertilsson · Biermans · Brockhoff · Frame · van der Haar · Haugaard · Ludvigsson · Pölder · Rask · Schachmann · Janssen (stagiair)
Ahlstrand · Arndt · Barguil · Bulgaç · Craddock · Curvers · Damuseau · De Backer · De Kort · Degenkolb · Devenyns · Dumoulin · Fröhlinger · Geschke · Haga · Hupond · Janse van Rensburg · Ji · Kittel · Loh · T. Ludvigsson · Mezgec · Olivier · Peterson · Preidler · Sinkeldam · Sprick · Stamsnijder · Timmer · Veelers · Lammertink (stagiair) · F. Ludvigsson (stagiair) 
Arndt · Barguil · Craddock · Curvers · De Backer · De Kort · Degenkolb · Dumoulin · Fairly · Fröhlinger · Geschke · Haga · Hupond · Ji · Jones · Kittel · F. Ludvigsson · T. Ludvigsson · Mezgec · Olivier · Preidler · Sinkeldam · Stamsnijder · Timmer · Van der Haar · Veelers · Waeytens · Walscheid (stagiair)
Andersen · Arndt · Barguil · Curvers · Ten Dam · De Backer · Degenkolb · Dumoulin · Fairly · Fröhlinger · Geschke · Van der Haar · Haga · Ji · Jones · De Kort · F. Ludvigsson · T. Ludvigsson · Lunke · Oomen · Preidler · Sinkeldam · Stamsnijder · Timmer · Veelers · Waeytens · Walscheid · Hoekstra (stagiair) · Kanter (stagiair) · Tusveld (stagiair)
Aalrust · Aasvold · Bekken · Bendixen · Blikra · Hagen · Höög · Kjemhus · Ludvigsson · Lukkedahl · Trondsen · Tunset